# بانگا چک
بانگا چک (به انگلیسی: Banga Chak) یک روستا در پاکستان است که در پنجاب واقع شده‌است.